# Beenalaght Fossa
La Beenalaght Fossa è una struttura geologica della superficie di Europa.